# 欣普弗斯豪森
欣普弗斯豪森（德語：Hümpfershausen，發音：[hʏmpfɐsˈhaʊzn̩]）是德国图林根州施马尔卡尔登-迈宁根县曾经的一个市镇，面积13.3平方千米，2017年12月31日人口为418人。2019年1月1日，欣普弗斯豪森与另外4个市镇并入市镇瓦松根。